# روبرت بن وارن
كان روبرت بن وارن (من مواليد 24 أبريل من عام 1905، وتوفي في 15 سبتمبر من عام 1989) شاعرًا أمريكيًا وروائيًا وناقدًا أدبيًا، إضافة لكونه أحد مؤسسي النقد الجديد. كان وارن أيضًا عضوًا في زمالة الكتاب الجنوبيين. أسس وارن مجلة ذا ساوثرن ريفيو عام 1935 بالاشتراك مع الناقد الأدبي الأمريكي كلينث بروكس. حصل وارن على جائزة بوليتزر عن فئة الأعمال الخيالية لعام 1947 عن روايته جميع رجال الملك (1946) وعلى جائزة بولتيزر عن فئة الشعر لعامي 1958، و 1979. يُعتبر وارن الشخص الوحيد الذي حصل على جائزة بوليتزر لفئتي الأعمال الخيالية والشعر على حد سواء.

## أولى سنوات حياته
وُلد وارن في مدينة غوثري بولاية كنتاكي الأمريكية بالقرب الحدود مع ولاية تينيسي، لروبرت وارن وآنا بين. تعود أصول عائلة والدة وارن إلى ولاية فرجينيا، بعد أن أعطوا اسم العائلة لجماعة متجر بينز في مقاطعة باتريك بولاية فيرجينيا، إضافة لكونها من نسل العقيد أبرام بين الذي شارك في حرب الاستقلال الأمريكية.
تخرج روبرت بن وارن من مدرسة كلاركسفيل الثانوية في مدينة كلاركسفيل بولاية تينيسي، وتخرج بعدها، في عام 1925، من جامعة فاتربيلت (بدرجة شرف، ومع عضوية في جمعية فاي بينا كابا الشرفية للفنون المتحررة والعلوم). حصل وارن بعد ذلك على درجة الماجستير من جامعة كاليفورنيا في عام 1926. واصل وارن الدراسات الجامعية العليا لمرحلة ما بعد التخرج في جامعة ييل بين عامي 1927، و 1928، وحصل على درجة البكاولوريوس في الأدب كطالب في منحة رودس في كلية نيو كوليج في جامعة أكسفورد في إنجلترا عام 1930. حصل وارن أيضًا على زمالة غوغغنهايم للدراسة في إيطاليا خلال فترة حكم بينيتو موسوليني. بدأ في نفس العام مهنة التدريس في كلية ساوث وسترن (التي تُعرف اليوم باسم كلية رودس) في مدينة ممفيس بولاية تينيسي.

## الحياة المهنية
ارتبط وارن بمجموعة من الشعراء المعروفين باسم الهاربين، في الفترة التي كان لا يزال فيها طالبًا جامعيًا في جامعة فاندربيلت. شكل وارن، في أوائل ثلاثينيات القرن العشرين، بالاشتراك مع بعض كتّاب نفس المجموعة السابقة مجموعةً جديدة تحمل اسم «الزراعيون الجنوبيون». ساهم وارن في وضع مقال «البقعة الشائكة» في البيان الرسمي الزراعي الذي يحمل عنوان «سآتخذ موقعي» بالاشتراك مع 11 كاتبٍ وشاعرٍ جنوبي (بما في ذلك زملاءه الشعراء والنقاد جون كرو رانسوم وألين تيت ودونالد ديفيدسون). دافع وارن الشاب، في مقال «البقعة الشائكة» عن الفصل العنصري تماشيًا مع الميول السياسية للمجموعة الزراعية، على الرغم من اعتبار ديفيدسون لأفكار وارن تقدمية، للدرجة التي ناقش فيها فكرة استبعادها من المقال. مع ذلك، تراجع وارن عن هذه الآراء في مقال له عن حركة الحقوق المدنية الذي نُشر في عدد التاسع من شهر يوليو عام 1956 من مجلة لايف، تحت عنوان «الجنوب المقسم يبحث عن روحه». تشر وارن، بعد شهر واحد من ذلك، نسخة موسعة من المقال ككتاب صغير بعنوان «الفصل: الصراع الداخلي في الجنوب». تبنى وارن، بعد ذلك، مكانةً رفيعيةً كمؤيد للاندماج العرقي. نشر وارن، في عام 1965، كتاب «من يتحدث باسم الزنوج؟»، وهو عبارة عن مجموعة من المقابلات أجراها مع قادة الحقوق المدنية السود، بما في ذلك مالكوم إكس، ومارتن لوثر كينغ، وتمكن بذلك من التمييز بشكلٍ أكبر بين الميول السياسية والفلسفات الأكثر تحفظًا المرتبطة بزملائه الزراعيين مثل تيت، وكلينيث بروكس، وبشكل خاص، ديفيدسون. يُمكن العثور على مقابلات وارن مع قادة الحقوق المدنية السود في مركز لوي برودي نان للتاريخ الشفوي في جامعة كنتاكي. 

## روابط خارجية
- روبرت بن وارن على موقع IMDb (الإنجليزية)
- روبرت بن وارن على موقع الموسوعة البريطانية (الإنجليزية)
- روبرت بن وارن على موقع مونزينجر (الألمانية)
- روبرت بن وارن على موقع ألو سيني (الفرنسية)
- روبرت بن وارن على موقع ميوزك برينز (الإنجليزية)
- روبرت بن وارن على موقع أول موفي (الإنجليزية)
- روبرت بن وارن على موقع قاعدة بيانات الأفلام السويدية (السويدية)
- روبرت بن وارن على موقع إن إن دي بي (الإنجليزية)
- روبرت بن وارن على موقع قاعدة بيانات الفيلم (الإنجليزية)
- روبرت بن وارن على موقع كينوبويسك (الروسية)